# Jaborosa volckmannii
Jaborosa volckmannii är en potatisväxtart som beskrevs av Karl Friedrich Carlos Federico Reiche. Jaborosa volckmannii ingår i släktet Jaborosa och familjen potatisväxter. Inga underarter finns listade i Catalogue of Life.